# Síndrome poliglandular autoimune
Síndrome poliglandular autoimune ou Insuficiência poliglandular autoimune é uma constelação de combinações frequentes de doenças, associadas às mesmas falhas genéticas e divididas em dois ou três tipos. A maioria dos pacientes com uma doença autoimune eventualmente desenvolve outras doenças autoimunes. Também inclui doenças não endócrinas.

## Classificação
Tipo 1 ou Síndrome de Whitaker
Combinação de insuficiência adrenal com hipoparatireoidismo frequentemente associada a candidíase e distrofia ectodérmica. Causado por um defeito do gene AIRE (regulador autoimune) e os sintomas começam na infância (3 a 5 anos). Cerca de duas vezes mais comum em homens. Afeta 1 em 100.000 habitantes do mundo, sendo mais comum na Finlândia, Itália e judeus do Irã.
Tipo 2 ou Síndrome de Schmidt
Combinação de insuficiência adrenal (doença de Addison) com hipotireoidismo (tireoidite de Hashimoto) e frequentemente associada com Diabetes mellitus autoimune. Mais comum em adultos (30 a 60 anos) e cerca de três vezes mais comum em mulheres. Afeta 1 em cada 20.000 habitantes. Causado por múltiplos genes, mas com gene no cromossomo 6 tendo papel predominante.
Tipo 3
Combinação de hipotireoidismo com diabetes mellitus SEM insuficiência adrenal. Em muitas publicações é considerado como Tipo 2.

## Tratamento
O tratamento depende de qual glândula endócrina é afetada:
- Disfunção pancreática exigirá insulina;
- Disfunção adrenal exigirá cortisol e aldosterona;
- Déficit da tireoide vai exigirá triodotironina;
- Disfunção da paratireoide exigirá paratormona;
- Outras doenças exigem seus respectivos tratamentos específicos.